# Gliese 902
Gliese 902 is een oranje dwerg met een spectraalklasse van K3+.V. De ster bevindt zich 37,35 lichtjaar van de zon.